# Ecnomus robustior
Ecnomus robustior is een schietmot uit de familie Ecnomidae. De soort komt voor in het Oriëntaals gebied.